# Uchronia
Uchronia és una característica d'albedo a la superfície de Mart, localitzada amb el sistema de coordenades planetocèntriques a 69.78 ° latitud N i 100 ° longitud E. El nom va ser aprovat per la UAI l'any 1958 i fa referència a Ucronia, terra sense temps.